# Princesa de Mundaka
La Princesa de Mundaka (en basc, Mundakako printzesa) és un personatge biscaí de la mitologia basca. Té molts punts en comú amb Mari i en opinió d'alguns n'és la personificació. A Biscaia es diu que té relació amb l'origen del senyor de Biscaia. Un cop Sugaar es va reunir amb una princesa escocesa refugiada a Mundaka; a partir d'aquesta relació va sorgir el primer senyor de Biscaia, és a dir, Jaun Zuria (Senyor Blanc).
Aquesta llegenda segons alguns seria una fabricació per legitimar el Senyoriu de Biscaia com un estat separat de Navarra; en qualsevol cas, no hi ha rastre històric de tal senyor.